# Hua Guofeng
Hua Guofeng (華國鋒T, 华国锋S, Huà GuófēngP), conosciuto in Italia anche col nome di Houa Kuo-Feng (Jiaocheng, 16 febbraio 1921 – Pechino, 20 agosto 2008) è stato un politico cinese. Dopo la morte di Mao Zedong, avvenuta nel 1976, si ritrovò ad avere un immenso potere in Cina; la sua egemonia terminò nel 1981, ovvero quando la componente riformista di Deng Xiaoping prese il potere all'interno del Partito Comunista Cinese.

## Biografia

### Prime attività
Nato nella provincia dello Shanxi con il nome di Su Zhu (蘇鑄), si unì al Partito Comunista Cinese nel 1938 dopo avere partecipato alla Lunga marcia del 1936 come semplice simpatizzante. Appena iscrittosi, assunse lo pseudonimo di Hua Guofeng. Hua servì nell'ottava armata della strada sotto il comando di Zhu De per dodici anni, quando divenne responsabile per la propaganda nel 1947.
Hua fu al seguito dell'Esercito Popolare di Liberazione (EPL) quando questo occupò lo Hunan e rimase qui anche dopo la nascita della Repubblica Popolare Cinese. Nel 1967 divenne infatti segretario del Comitato di Partito locale e nel 1970 anche governatore della provincia. Era conosciuto per il suo sostegno al presidente Mao e al pensiero di Mao Zedong, ma si mantenne sempre in equidistanza fra l'ala moderata di Liu Shaoqi e quella di sinistra rappresentata da Lin Biao.
Il sostegno a Mao Zedong fu dimostrato quando Hua, partecipando alla Conferenza di Lushan del 1959 come delegato provinciale dello Hunan, difese strenuamente le comuni popolari e il Grande balzo in avanti. Hua sostenne la Rivoluzione culturale dopo che questa fu lanciata nel 1966, ma si distanziò dai suoi eccessi. Il IX Congresso nazionale del Partito Comunista Cinese (1969) lo elesse membro effettivo del Comitato Centrale.

### L'ascesa
Nel 1971, il primo ministro Zhou Enlai lo chiamò a Pechino per partecipare alla direzione degli affari di Stato, ma Hua preferì tornare nello Hunan a svolgere i suoi compiti di dirigente provinciale. Sempre nello stesso anno, fu eletto membro del comitato d'inchiesta sulla morte di Lin Biao.
Rieletto membro del Comitato Centrale dal X Congresso nazionale del Partito Comunista Cinese, Hua venne elevato a membro dell'Ufficio Politico, carica dalla quale tenne un discorso in sostegno alla linea di Mao e Zhou sulle quattro modernizzazioni. Nel 1975 tornò a Pechino e divenne ministro per la pubblica sicurezza.
Dopo la morte di Zhou Enlai, avvenuta l'8 gennaio 1976, Deng Xiaoping fu nuovamente emarginato, mentre la "Banda dei Quattro" di Jiang Qing parve avanzare verso una posizione di potere preponderante. Per la sua posizione "centrista", Hua venne scelto dal Comitato Centrale per ricoprire ad interim la carica di primo ministro. Il 7 aprile, per di più, venne eletto primo vicepresidente del Partito Comunista Cinese: era ormai confermato come il successore di Mao alla guida del Partito.
In questo periodo, Hua criticò la linea di Deng Xiaoping, ma prese anche le distanze dalla "Banda dei Quattro", che lo vide immediatamente come un avversario politico.

### La breve egemonia
Il 9 settembre 1976 Mao Zedong morì e Hua divenne presidente del Partito Comunista Cinese e della Commissione militare centrale. Commemorando Mao, Hua tenne un discorso continuando a fare uso della retorica maoista che aveva caratterizzato la Rivoluzione culturale, affermando: «Il presidente Mao Zedong fu il fondatore e il saggio dirigente del Partito Comunista Cinese, dell'Esercito Popolare di Liberazione e della Repubblica Popolare Cinese»; Hua si ripromise di «portare alla vittoria la causa della rivoluzione proletaria di cui il presidente Mao fu pioniere».
Il 21 ottobre, la "Banda dei Quattro" fu arrestata con l'accusa di orchestrare un colpo di Stato e Hua dichiarò conclusa l'esperienza della prima Rivoluzione culturale. Nel 1977, l'XI Congresso nazionale del Partito Comunista Cinese lo riconfermò al potere e il Congresso nazionale del popolo lo elesse primo ministro effettivo. Nello stesso anno, Hua richiamò l'antico rivale Deng Xiaoping.
Hua tentò di attuare un modello economico simile a quello sovietico dei tempi di Stalin, basato sui piani quinquennali. Questa posizione fu però rigettata da Deng Xiaoping, il quale sconfisse la posizione di Hua nel 1978. Probabilmente in un tentativo di non restare emarginato e in ombra, Hua si circondò di un elevato culto della personalità, facendo accostare i propri ritratti a quelli di Mao in tutto il paese e menzionando lo stesso Mao Zedong in quasi tutti i suoi discorsi; nel 1977 promosse la pubblicazione del quinto volume delle sue Opere Scelte.

### La caduta
Gradualmente, la fazione di Deng Xiaoping prese il controllo del paese. Nel 1980 Hua fu rimpiazzato come primo ministro da Zhao Ziyang e nel 1981, anno in cui Deng ottenne la completa vittoria, lasciò la presidenza del Partito a Hu Yaobang. Solo un'autocritica sulle sue precedenti posizioni gli permise di conservare il suo seggio nel Comitato Centrale. Comunque, assistette alla realizzazione delle riforme di mercato di Deng Xiaoping senza opporvisi.
Rimase comunque un membro influente del governo fino all'ottobre del 2001, quando si dimise per motivi di salute. Nel novembre del 2002 preferì abbandonare anche il comitato centrale del PCC, avendo ormai superato gli ottanta anni. Nel 2007 fu invitato al XVII Congresso come delegato speciale. Morì il 20 agosto del 2008.